# Sztuka jest skarpetką kulawego
Sztuka jest skarpetką kulawego – debiutancki album zespołu Kobranocka wydany w 1987 roku na nośniku kasety magnetofonowej przez Polton. Płytę winylową w limitowanym nakładzie wydał w 1988 roku Klub Płytowy Razem. W tym samym roku firma Wifon wydała album pod zmienioną nazwą Kobranocka.
Muzyka i słowa – Kobranocka, oprócz: "Kombinat" Grzegorz Ciechowski, "I nikomu nie wolno się z tego śmiać" muz. Die Toten Hosen, sł. Rafał Bryndal, "Dałaś mi w brzuch tortowym nożem" muz. Tomasz "Kieliszek" Kosma. Realizacja nagrań: Włodek Kowalczyk, kwiecień 1987 w studiu na Wawrzyszewie w Warszawie.

## Lista utworów

### MC
Strona 1
1. „Ela, czemu się nie wcielasz?” (Kobranocka, Kobranocka)
2. „Nie obgryzaj paznokci” (Kobranocka, Kobranocka)
3. „Kombinat” (G. Ciechowski, G. Ciechowski)
4. „List z pola boju” (Kobranocka, Kobranocka)
5. „Ballada dla samobójców” (Kobranocka, Kobranocka)
6. „Sztuka jest skarpetką kulawego” (Kobranocka, Kobranocka)

Strona 2
1. „To moja wina” (Kobranocka, Kobranocka)
2. „Trzymaj ręce przy Irence” (Kobranocka, Kobranocka)
3. „Kaftanik bezpieczeństwa” (Kobranocka, Kobranocka)
4. „Biedna pani” (Kobranocka, Kobranocka)
5. „Dałaś mi w brzuch tortowym nożem” (T. Kieliszek, Kobranocka)
6. „Wiem, nie wrócisz” (Kobranocka, Kobranocka)
7. „Zazgrzytam zębami” (Kobranocka, Kobranocka)

### LP
Strona 1
1. „Ela, czemu się nie wcielasz?” (Kobranocka, Kobranocka)
2. „Nie obgryzaj paznokci” (Kobranocka, Kobranocka)
3. „Kombinat” (G. Ciechowski, G. Ciechowski)
4. „List z pola boju” (Kobranocka, Kobranocka)
5. „Ballada dla samobójców” (Kobranocka, Kobranocka)
6. „Sztuka jest skarpetką kulawego” (Kobranocka, Kobranocka)
7. „I nikomu nie wolno się z tego śmiać” (Die Toten Hosen, R. Bryndal)

Strona 2
1. „To moja wina” (Kobranocka, Kobranocka)
2. „Trzymaj ręce przy Irence” (Kobranocka, Kobranocka)
3. „Kaftanik bezpieczeństwa” (Kobranocka, Kobranocka)
4. „Biedna pani” (Kobranocka, Kobranocka)
5. „Dałaś mi w brzuch tortowym nożem” (T. Kieliszek, Kobranocka)
6. „Wiem, nie wrócisz” (Kobranocka, Kobranocka)
7. „Zazgrzytam zębami” (Kobranocka, Kobranocka)

### CD
1. „Ela, czemu się nie wcielasz?” (Kobranocka, Kobranocka) – 2:58
2. „Nie obgryzaj paznokci” (Kobranocka, Kobranocka) – 3:01
3. „Kombinat” (G. Ciechowski, G. Ciechowski) – 2:27
4. „List z pola boju” (Kobranocka, Kobranocka) – 3:33
5. „Ballada dla samobójców” (Kobranocka, Kobranocka) – 3:26
6. „Sztuka jest skarpetką kulawego” (Kobranocka, Kobranocka) – 3:55
7. „I nikomu nie wolno się z tego śmiać” (Die Toten Hosen, R. Bryndal) – 3:14
8. „To moja wina” (Kobranocka, Kobranocka) – 3:36
9. „Trzymaj ręce przy Irence” (Kobranocka, Kobranocka) – 2:11
10. „Kaftanik bezpieczeństwa” (Kobranocka, Kobranocka) – 2:12
11. „Biedna pani” (Kobranocka, Kobranocka) – 3:01
12. „Dałaś mi w brzuch tortowym nożem” (T. Kieliszek, Kobranocka) – 2:27
13. „Wiem, nie wrócisz” (Kobranocka, Kobranocka) – 2:43
14. „Zazgrzytam zębami” (Kobranocka, Kobranocka) – 3:31

bonusy CD
1. „Los Carabinieros” (Kobranocka, Kobranocka) – 2:02
2. „I chociaż was olewam” (Kobranocka, Kobranocka) – 3:34
3. „5 minut” (Kobranocka, Kobranocka) – 1:43

## Twórcy
Muzycy
- Andrzej Kraiński – śpiew, gitara
- Jacek Bryndal – gitara basowa, instrumenty klawiszowe
- Waldemar Zaborowski – saksofon, klarnet, chórki
- Sławomir Ciesielski – perkusja

gościnnie
- Jacek Rodziewicz – instrumenty klawiszowe

Personel
- Włodzimierz Kowalczyk – reżyser nagrania
- Piotr Tofil – projekt graficzny